# 一念天堂
《一念天堂》（Heart for Heaven）是天河盛宴出品的中国喜剧电影，由张承执导兼编剧，沈腾、马丽、杜晓宇领衔主演。于2015年12月31日在中国大陆同步上映。

## 演员列表

### 主要演员
| 演員   | 角色     | 介紹               |
| 沈腾   | 沈默     | 网骗               |
| 马丽   | 马晓丽   | 网红               |
| 杜晓宇 | 杜宇     | 沈默的搭档         |
| 李元鹏 | 北野一郎 | 日本杀手           |
| 王子子 | 小薇     | 黑富豪何大昌的情人 |

### 其他演员
- 刘小宝 饰演 姚总
- 徐若琪 饰演 贾总
- 鲁牛 饰演 老彭
- 洪江 饰演 彭老太
- 何美璇 饰演 兰兰
- 黄迪 饰演 琪琪
- 蒲萄 饰演 阿莲
- 张和平 饰演 老朱
- 刘欣 饰演 老朱媳妇
- 林雪 饰演 何大昌
- 安韩瑾 饰演 龙哥
- 贾宏亮 饰演 老陈
- 冯伟 饰演 老陈媳妇
- 江约诚 饰演 老中医
- 岳云鹏 饰演 网络主播
- 程闻 饰演 小武
- 付湘军 饰演 小红
- 张华 饰演 华总
- 苏志丹 饰演 老胡

## 電影歌曲
| 曲序 | 曲目               |        | 作曲   | 演唱者 |
| ---- | ------------------ | ------ | ------ | ------ |
| 1.   | 一念天堂（主题曲） | 闫天午 | 闫天午 | 張磊   |
| 2.   | 尘（片尾曲）       | 王耀光 | 金志文 | 金志文 |